# Hovrätt

Hovrätternas indelning av riket.

En hovrätt är en allmän (andra) domstolsinstans i Finlands och Sveriges domstolsväsen.

## Historik
Sedan de förslag, som framlades under Karl IX:s regeringstid för att ordna kungens domsrätt genom en efter de förändrade tidsförhållandena avpassad utveckling av de äldre formerna för denna, de så kallade lands- eller rättartingen och räfstetingen, inte lett till något resultat, framlade Gustav II Adolf till 1614 års riksdag förslag om inrättande i Stockholm av en "konungslig Hofrätt och öfversta dom", vilken såväl  i kungens närvaro som i hans frånvaro skulle äga makt att döma kungens dom. Från denna domstol skulle inget överklagande få äga rum.
Genom den samma år utfärdade rättegångsordnantien bestämdes, i överensstämmelse med kungens förslag, att den i Stockholm inrättade hovrätten, vilken fick namnet Svea hovrätt, skulle döma kungens dom. Grundsatsen, att någon prövning av vad hovrätten dömt, inte kunde komma i fråga, blev dock, som man finner av en antydan i rättegångsordinantien, inte oåterkalleligt fastslagen. I den 1615 utfärdade rättegångsprocessen blev nämnda antydan närmare utförd på följande sätt: "ändock Sveriges lag medgifver, att ingen må vädja från denna wår konungsliga dom och Hofrätt. . . . , likväl medan wi ega högsta dom öfver alla domare i Sverige och oss bör om alla mål sanning utleta såsom ock återbryta alla skrocksoknir, därföre må den, som finner sig besvärad öfver wår konungsliga dom icke genom något vädjande utan genom ödmjuk böneskrift gifva om sitt besvär tillkänna och njuta hos oss beneficium revisionis". Därmed var planen att låta hovrätten utgöra den högsta instansen övergiven.
År 1623 inrättades en ny hovrätt i Åbo för Finland och 1630 en annan i Dorpat för Livland. Ytterligare hovrätter upprättades, 1634 i Jönköping, Göta hovrätt, 1775 i Vasa och senare i Greifswald. Sedan Livland (1721), Finland (1809) och Pommern (1815) skilts från Sverige, kvarstod i landet endast två hovrätter, till dess genom inrättandet av Hovrätten över Skåne och Blekinge 1820 antalet ökades till tre. Genom den 1849 beslutade indragningen av lagmans- och kämnärsrätterna blev hovrätterna andra i stället för tredje instans i den svenska domstolsorganisationen.
Under 1900-talet ökade antalet hovrätter i Sverige från tre till sex genom skapandet av Hovrätten för Övre Norrland 1936, Hovrätten för Västra Sverige 1948 och Hovrätten för Nedre Norrland 1948.

## Finlands hovrätter

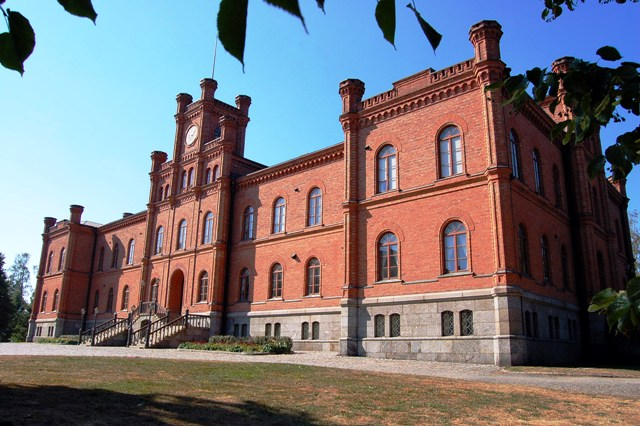
Vasa hovrätt, ritad av Carl Axel Setterberg, i Vasa, Finland.

Chefen för en finländsk hovrätt kallas president och övriga domare kallas hovrättsråd.
I Finland finns fem hovrätter: 
| Namn                   | Grundad | Säte        |
| ---------------------- | ------- | ----------- |
| Åbo hovrätt            | 1623    | Åbo         |
| Vasa hovrätt           | 1775    | Vasa        |
| Östra Finlands hovrätt | 1839    | Kuopio      |
| Helsingfors hovrätt    | 1952    | Helsingfors |
| Rovaniemi hovrätt      | 1979    | Rovaniemi   |

Kouvola hovrätt, inrättad 1 maj 1978, avskaffades 1 april 2014.

## Sveriges hovrätter

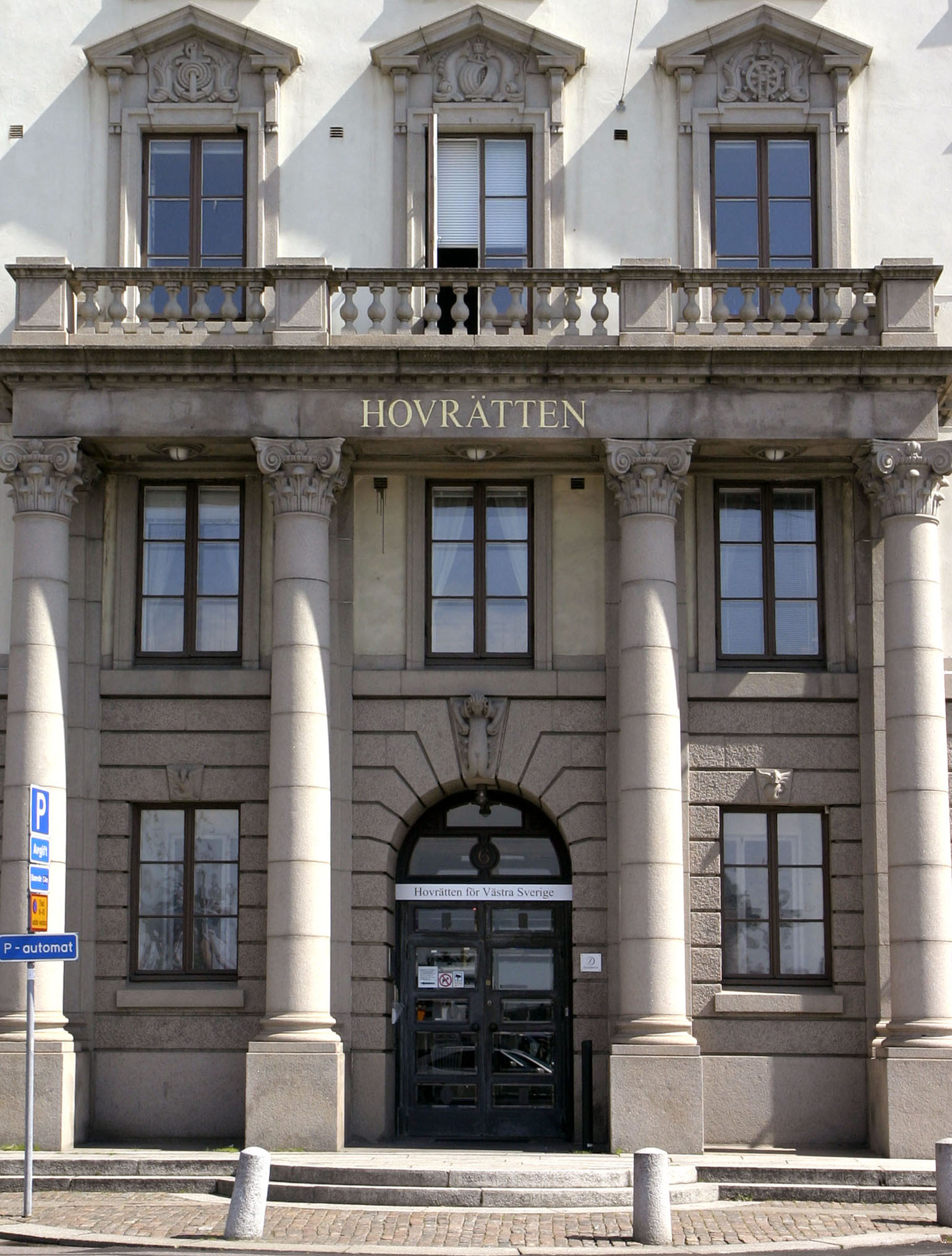
Hovrätten i Göteborg

Hovrätten är andra instans i de brottmål, tvistemål och domstolsärenden som överklagas från en tingsrätt inom hovrättens domkrets. Det finns sex hovrätter i Sverige. Hovrätterna räknas upp i  2 kap. 6 § rättegångsbalken.
| Namn                              | Grundad | Vapen | Säte      |
| --------------------------------- | ------- | ----- | --------- |
| Svea hovrätt                      | 1614    |       | Stockholm |
| Göta hovrätt                      | 1634    |       | Jönköping |
| Hovrätten över Skåne och Blekinge | 1821    |       | Malmö     |
| Hovrätten för Västra Sverige      | 1948    |       | Göteborg  |
| Hovrätten för Nedre Norrland      | 1948    |       | Sundsvall |
| Hovrätten för Övre Norrland       | 1936    |       | Umeå      |

Var och en av de sex hovrätterna har sin geografiskt bestämda domkrets. Till hovrätterna inkommer drygt 22 000 mål per år. I vissa fall krävs att prövningstillstånd beviljas för att hovrätten skall ta upp ett överklagat mål.
Svea hovrätt har till uppgift att ha hand om vissa särskilda måltyper. Hovrätten är till exempel överinstans i mål som överklagas från hyresnämnderna, vilket följer av lagen (1994:831) om rättegången i vissa hyresmål i Svea hovrätt. Inom hovrätten finns Mark- och miljööverdomstolen, som är andra instans i mål som överklagas från någon av de fem mark- och miljödomstolarna. Vid Svea hovrätt finns också Patent- och marknadsöverdomstolen, som tar upp mål som överklagas från patent- och marknadsdomstolen som är en del av Stockholms tingsrätt.
I hovrätterna tjänstgör cirka 420 domare och 250 administratörer. Till hovrätterna är även knutna drygt 520 nämndemän. De nomineras av de politiska partierna och utses länsvis av landstingen för en mandattid om fyra år.
Chefen för en hovrätt kallas hovrättspresident. En hovrätt är indelad i ett antal avdelningar, två eller flera, som var och en förestås av en hovrättslagman eller av hovrättspresidenten. I hovrätten tjänstgör också hovrättsråd, assessorer, fiskaler och kanslipersonal. Hovrättsråden och assessorerna arbetar som domare medan fiskalerna föredrar mål, gör rättsutredningar och tjänstgör som protokollförare. Kanslipersonalen sköter bland annat utskick av kallelser till förhandling samt expediering av domar och beslut. Det förekommer även att såväl fiskaler som kanslipersonal bereder vissa mål fram till avgörandet.
Hovrätten är som regel domför med tre ledamöter, varav minst två skall vara ordinarie ledamöter. I brottmål där påföljden är svårare än böter samt i vissa familjemål deltar även två nämndemän i dömandet. Vid handläggning som inte sker vid huvudförhandling är dock hovrätten alltid domför utan nämndemän.